# Rachel Ward

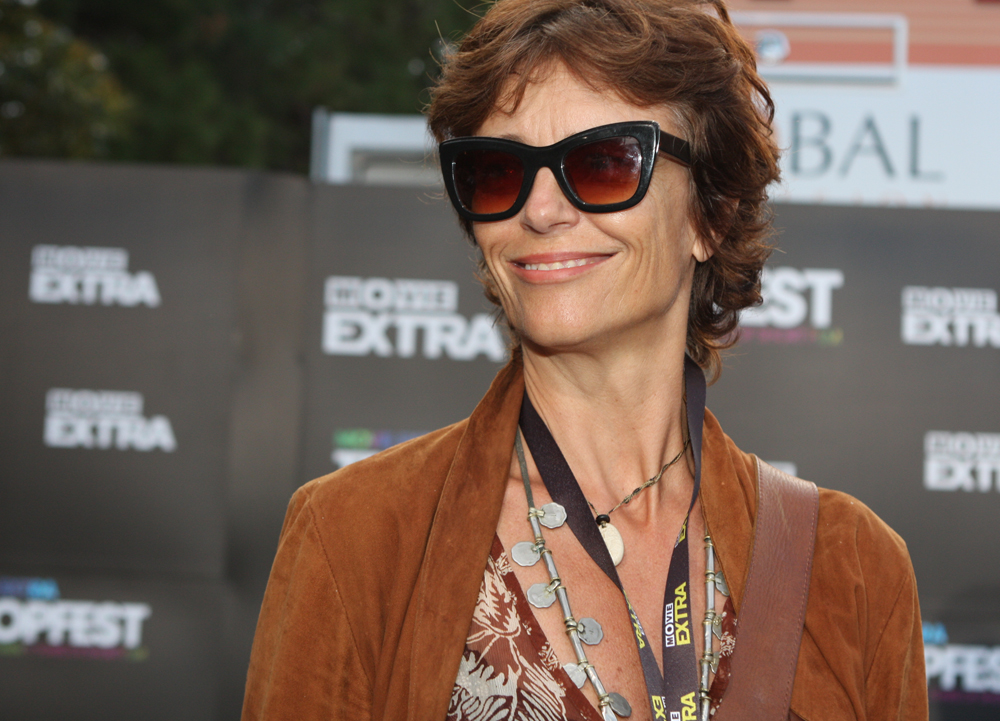
Rachel Ward, 2012

Rachel Claire Ward AM (* 12. September 1957 in Chipping Norton) ist eine britisch-australische Filmschauspielerin, Regisseurin und Drehbuchautorin. Ihre bekannteste Rolle ist die der Meggie Cleary in dem Fernsehmehrteiler Die Dornenvögel aus dem Jahr 1983.

## Leben und Karriere
Rachel Ward wurde 1957 in England als Tochter von Claire Leonora Baring und Peter Alistair Ward geboren. Ihr Großvater war William Ward, 3. Earl of Dudley (1894–1969). Ihr Vater erwarb 1959 das Cornwell Manor, einen Landsitz in den Cotswolds in Oxfordshire. Ihre Schwester heiratete 1987 Henry Somerset, 12. Duke of Beaufort. 
Ward wurde in Privatschulen unterrichtet. Mit 16 verließ sie die Schule, um Model zu werden. 1977 zog sie in die USA. Sie erhielt für ihre Rolle in Sharky und seine Profis an der Seite von Burt Reynolds eine Nominierung für den Golden Globe als beste Nachwuchsdarstellerin. Ende der 1970er Jahre war sie mit David A. Kennedy liiert.
1982 spielte sie in der Komödie Tote tragen keine Karos an der Seite von Steve Martin. International bekannt wurde sie 1983 durch den Fernsehmehrteiler Die Dornenvögel an der Seite von Richard Chamberlain und Barbara Stanwyck. Während der Dreharbeiten lernte sie Bryan Brown kennen, den sie im folgenden Jahr heiratete. Das Paar hat drei Kinder, darunter die Schauspielerin Matilda Brown. Die beiden standen bei den Dreharbeiten zu Der Versuchung verfallen noch einmal gemeinsam vor der Kamera. 1984 wirkte Ward im Remake Gegen jede Chance mit und 2002 neben Bernadette Peters und Thomas Sangster im Fernsehfilm Bobbie's Girl. Seit dem Jahr 2000 ist sie auch als Regisseurin und Drehbuchautorin tätig.
Für die Förderung des Bewusstseins für soziale Gerechtigkeit durch Lobbyarbeit, Mentoring und das Eintreten für die Rechte benachteiligter und gefährdeter junger Menschen sowie für die Unterstützung der australischen Film- und Fernsehindustrie wurde sie 2005 zum Member des Order of Australia ernannt.

## Filmografie (Auswahl)

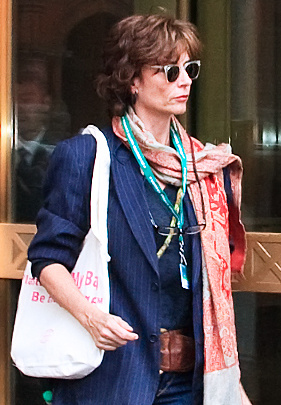
Rachel Ward, 2009

- 1981: Terror Eyes – Der Frauenköpfer (Night School)
- 1981: Sharky und seine Profis (Sharky's Machine)
- 1982: Tote tragen keine Karos (Dead Men Don't Wear Plaid)
- 1983: Die Dornenvögel (The Thorn Birds, Fernseh-Miniserie)
- 1984: Gegen jede Chance (Against All Odds)
- 1985: Fortress – Sie kämpfen um ihr Leben
- 1987: Hotel Colonial
- 1987: Der Versuchung verfallen (The Good Wife)
- 1989: Ein erfolgreicher Mann (How to Get Ahead in Advertising)
- 1990: After Dark, My Sweet
- 1991: Nur die See kennt die Wahrheit (And the Sea Will Tell, Fernsehfilm)
- 1992: Christopher Columbus – Der Entdecker (Christopher Columbus: The Discovery)
- 1992: Mörderisches Dreieck (Double Jeopardy)
- 1993: Sargasso Sea – Im Meer der Leidenschaft (Wide Sargasso Sea)
- 2000: USS Charleston – Die letzte Hoffnung der Menschheit (On the Beach)
- 2006: Blackbeard – Piraten der Karibik (Blackbeard, Fernsehmehrteiler)
- 2006: Monarch Cove (Fernsehserie, 14 Folgen)
- 2007: Rain Shadow (Fernseh-Miniserie, 6 Folgen)
- 2016: The Death and Life of Otto Bloom
- 2018: Peter Hase (Peter Rabbit; Zeichentrickfilm, Stimme)

## Regiearbeiten
- 2000: The Big House
- 2000: Blindman Bluff
- 2003: Martha’s New Coat
- 2006: Two Twisted
- 2009: Beautiful Kate
- 2010: Rake (2 Episoden)

## Drehbuchautorin
- 2000: The Big House
- 2000: Blindman Bluff
- 2009: Beautiful Kate